# Ghulam Muhammad
Malik Ghulam Muhammad (20 de abril de 1895 - 12 de septiembre de 1956) (Urdu: ملک غلام محمد) fue Gobernador General de Pakistán desde 1951 hasta 1955, poco antes de que muriera.

## Juventud
Nacido en Lahore (Punjab) en 1895, Ghulam Muhammad estudió en la Aligarh Muslim University, tras lo que trabajó como contable.

## Carrera política
Con la formación de Pakistán como país en 1947, Ghulam Muhammad se convirtió en su primer Ministro de Finanzas, pero su mala salud hizo que el primer ministro Liaquat Ali Khan le retirará del cargo.
Tras el asesinato de Liaqat en 1951, Khawaja Nazimuddin fue nombrado primer ministro y Ghulam Muhammad fue nombrado Gobernador General. Desde esta posición, Ghulam Muhammad extendió su control sobre todo Pakistán. Nazimuddin desafió las acciones de Ghulam Muhammad, pero éste, usando los poderes especiales que le confería el cargo, obligó a Nazimuddin a presentar su dimisión. Como su sustituto fue nombrado Muhammad Ali Bogra.

## Dimisión y muerte
Debido a su mala salud, Ghulam Muhammad dejó su cargo en 1955, muriendo pocos meses después, el 12 de septiembre de 1956.
- Datos: Q1392127
- Multimedia: Malik Ghulam Muhammad / Q1392127